# Vira Ouliantchenko
Vira Ouliantchenko ou Vira Ulianchenko (en ukrainien : Віра Іванівна Ульянченко, née le 1er février 1958 dans le village d'Ozeryany) est une personnalité politique ukrainienne, leader du parti Zastup. Elle a été la seule gouverneur féminine de l'oblast de Kiev depuis sa création en 1932.